# 太安 (後涼)
太安（たいあん）は、五胡十六国時代後涼の君主呂光の治世で使用された元号。386年10月 - 389年正月。ただし、『資治通鑑』では太安は誤りであり、大安が正しいとする

## 西暦・干支との対照表
| 太安 | 元年  | 2年   | 3年   | 4年   |
| 西暦 | 386年 | 387年 | 388年 | 389年 |
| 干支 | 丙戌  | 丁亥  | 戊子  | 己丑  |